# Bisdom Iligan
Het bisdom Iligan (Latijn: Dioecesis Iliganensis) is een rooms-katholiek bisdom met als zetel Iligan, op de Filipijnen. Het omvat de provincie Lanao del Norte. Het bisdom is suffragaan aan het aartsbisdom Ozamiz. 

## Geschiedenis
Het bisdom werd opgericht op 17 februari 1971, als de territoriale prelatuur Iligan, uit delen van de territoriale prelatuur Ozamis, en was suffragaan aan het aartsbisdom Cagayan de Oro. Op 20 november 1976 verloor het gebied bij de oprichting van de territoriale prelatuur Marawi. Op 15 november 1982 werd het verheven tot bisdom. Op 24 januari 1983 veranderde het van kerkprovincie en werd suffragaan aan het aartsbisdom Ozamiz. 

## Parochies
Het bisdom had in 2021 een oppervlakte van 3.092 km2 en telde 1.182.989 inwoners waarvan 59,3% rooms-katholiek was.

## Ordinarii

### Prelaten
- Bienvenido Solon Tudtud (17 februari 1971 - 25 april 1977)

### Bisschoppen
- Fernando Robles Capalla (prelaat: 25 april 1977, bisschop: 15 november 1982 - 28 juni 1994)
- Emilio Layon Bataclan (3 mei 1995 - 21 juni 2004)
- Elenito de los Reyes Galido (25 maart 2006 - 5 december 2017)
  - Severo Cagátan Caérmare (apostolisch administrator: 6 december 2017 - 5 september 2019)
- Jose Ramirez Rapadas III (13 juni 2019 - heden)

## Galerij van afbeeldingen

Wapen van het bisdom
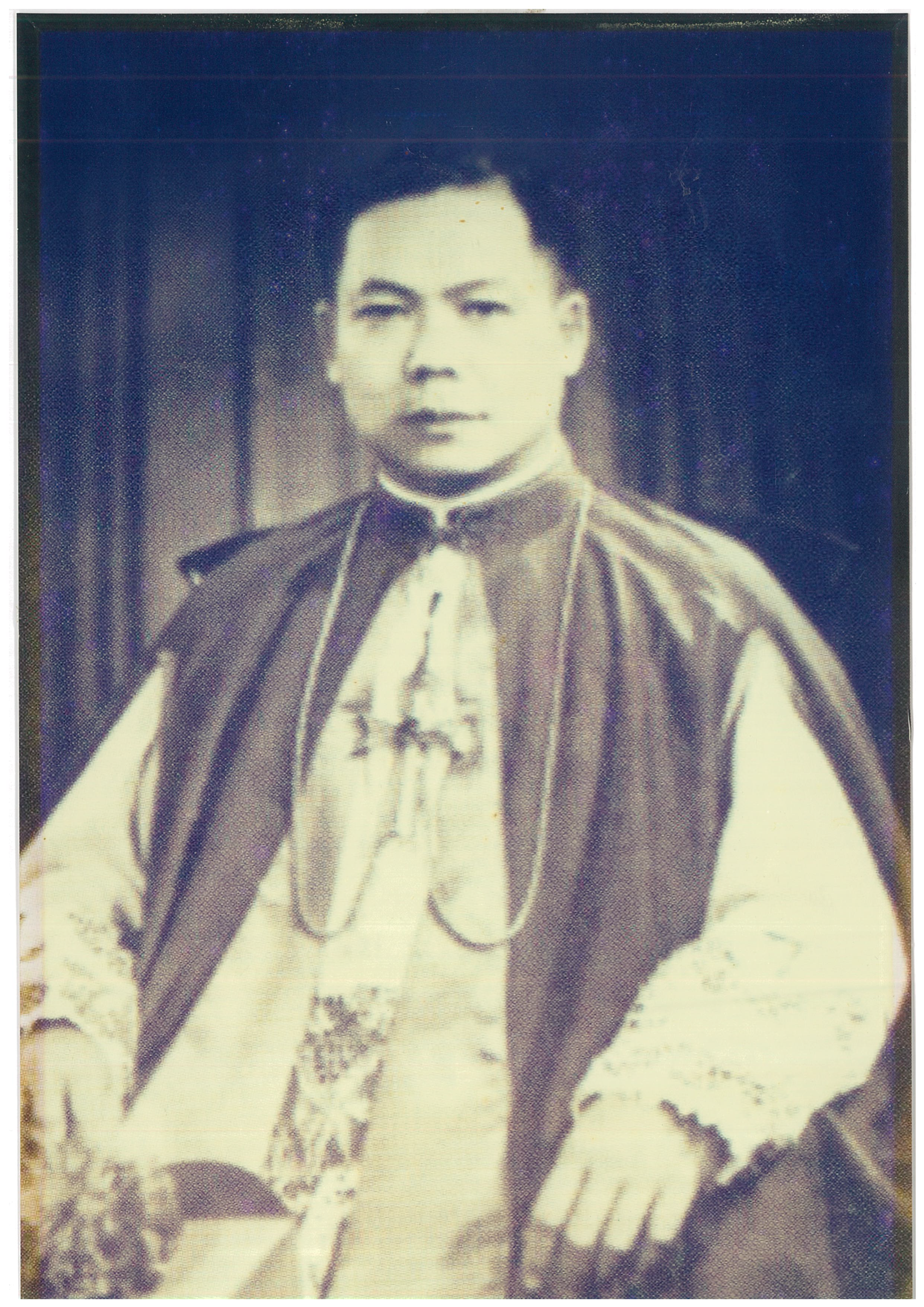
Prelaat Bienvenido Solon Tudtud (1971-1977), de eerste prelaat
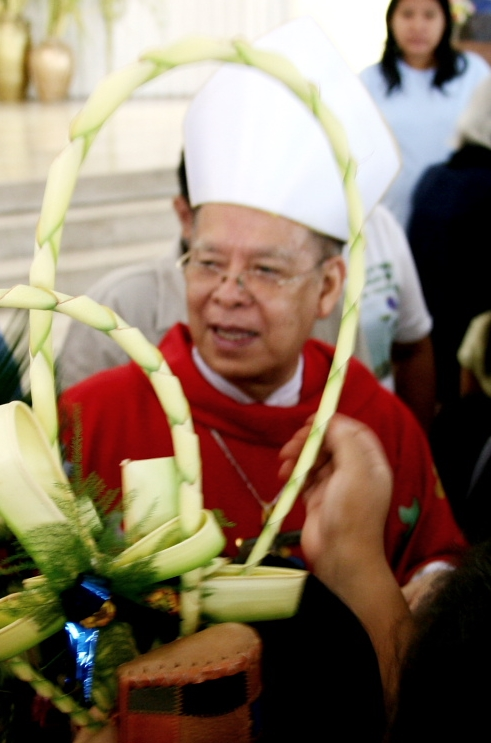
Bisschop Fernando Robles Capalla (1977-1994), de eerste bisschop

Ozamiz (aartsbisdom) · Dipolog · Iligan · Marawi (prelatuur) · Pagadian